# 후지타 나나
후지타 나나(일본어: 藤田 奈那, 1996년 12월 28일 ~ ) 는, 일본의 아이돌이며, 여성 아이돌 그룹 전 AKB48 팀K의 멤버이다.

## 내력
2010년
- 3월, 《AKB48 제7회 연구생 (10기생) 오디션》에 합격해, 연구생 후보가 됐다.
- 6월 12일, 연구생 셀렉션에 합격해 10기 연구생이 되었다.

2012년
- 6월 24일, 사이타마 슈퍼 아레나에서 개최된 한여름의 Sounds good ! 전국 악수회에서 정규 멤버로의 승격이 발표되었다.
- 8월 24일, 《AKB48 in TOKYO DOME ~1830m의 꿈~》 첫날 공연에서, 팀K로의 승격이 발표되었다[1].

2014년
- 2월 24일, Zepp DiverCity에서 개최된 《AKB48 그룹 대조각 축제》에서, 팀A로 이동하는 것이 발표되었다[2].

2015년
- 3월 26일, 사이타마 슈퍼 아레나에서 개최된 《AKB48 봄의 단독 콘서트 ~차기 총감독 아직 수행중~》에서, 팀K로 이동하는 것이 발표되었다.
- 9월 16일에 개최된 《제6회 AKB48 그룹 가위바위보 대회》에서 우승을 차지했다[3].
- 12월 23일, 싱글 〈오른발 에비던스〉로 솔로 데뷔.

2018년
- 9월 29일에 개최된 《RESET》공연에서 AKB48를 졸업하는 것을 발표.

2019년
- 1월 7일, AKB48 극장에서 졸업 공연으로 인해 AKB48를 졸업. 소속사 ACT JP 엔터테인먼트로 이적.

## 음반

### 싱글
| 순서          | 발매일           | 타이틀                         | 최고 주간 순위 | 판매형태      | 상품코드      | 비고          |               |
| You, Be Cool! | You, Be Cool!    | You, Be Cool!                  | You, Be Cool!  | You, Be Cool! | You, Be Cool! | You, Be Cool! | You, Be Cool! |
| ------------- | ---------------- | ------------------------------ | -------------- | ------------- | ------------- | ------------- | ------------- |
| 1             | 2015년 12월 23일 | 右足エビデンス 오른발 에비던스 | 10위           | CD+DVD        | KIZM-411/2    |               |               |